# 広瀬哲士
広瀬 哲士（ひろせ てつし、1883年〈明治16年〉9月9日 - 1952年〈昭和27年〉7月26日）は、日本のフランス文学者。

## 人物・来歴
岡山県生まれ。東京帝国大学卒。1910年慶應義塾教授。1928年『仏蘭西文学其他』を創刊、フランス近代文学の翻訳、紹介につとめた。

## 著作

### 単著
- 『新ふらんす文学 ナチユリスムよりシユルレアリスム』東京堂、1930年9月。 NCID BN12799308。全国書誌番号:47003748。
- 『笑の観察』三省堂〈クロモシーリズ〉、1930年11月。 NCID BA66624587。全国書誌番号:44026986。
- 『仏蘭西二千年史』厚生閣書店、1931年4月。 NCID BA36925788。全国書誌番号:47019342。
  - 『フランス全史』（改題版）厚生閣書店、1932年10月。 NCID BA36925653。全国書誌番号:47019343。
- 「仏国政治思想」『政治思想』日本評論社〈現代政治学全集 第2巻〉、1934年1月。 NCID BN05574545。全国書誌番号:46086413 全国書誌番号:56002450。
- 『大ナポレオン評伝 英雄の生涯』千倉書房、1936年2月。 NCID BB17659607。全国書誌番号:46045194。
- 『新歴史小説 ルソー』春秋社〈新歴史小説〉、1936年12月。 NCID BN14629160。全国書誌番号:46072073。
- 『ルソー人生哲学』東京堂、1937年6月。 NCID BN14416873。全国書誌番号:46072172。
- 『イタリア全史』相模書房、1938年2月。 NCID BA37430088。全国書誌番号:46045424。
- 『概観フランス史』白水社、1937年10月。 NCID BA38564148。全国書誌番号:46047455。

### 共著
- 松本彦次郎、広瀬哲士『最新研究 西洋史論』啓成社、1913年6月。 NCID BA36311924。全国書誌番号:43045581。
- 古館清太郎、広瀬哲士『トルストイ恋愛聖書』厚生閣、1936年7月。 NCID BN13029474。全国書誌番号:47034543。

### 編纂
- ルソー『新生の書』金星堂〈人生叢書 第3編〉、1936年7月。 NCID BA73206419。全国書誌番号:46059215。
- ルソー『新生の書』新人社〈人生叢書 第5巻〉、1947年11月。 NCID BN14594496。全国書誌番号:46001938。

### 翻訳
- ベルグソン『笑の研究』慶応義塾出版局、1914年4月。 NCID BN04866341。全国書誌番号:43019618。
- エルネスト・ラヴイツス『欧洲政治史概論』仏蘭西学会出版部、1917年6月。 NCID BA30612553。全国書誌番号:43023711。
- ルナン『耶蘇』東京堂書店〈世界名著叢書 第4編〉、1922年11月。 NCID BN11818600。全国書誌番号:43035233。
  - ルナン『耶蘇』（普及版）東京堂、1935年12月。 NCID BN09842668。全国書誌番号:47033268。
- ベルグソン『笑の哲学』東京堂書店、1924年9月。 NCID BN08456942。全国書誌番号:43046579。
- テエヌ『芸術哲学』 上、双樹社、1924年6月。 NCID BN12505418。全国書誌番号:43047004。
  - テエヌ『芸術哲学』 上、大村書店、1926年5月。 NCID BN14699723。全国書誌番号:43051079。
- ルナン『使徒』東京堂書店〈世界名著叢書 第8編〉、1926年9月。 NCID BN10206019。全国書誌番号:43035237。
- ベルグソン「意識に直接与へられたもの」『世界大思想全集』 第36巻、春秋社、1930年10月。 NCID BN0639218X。全国書誌番号:47038392 全国書誌番号:77100534。
- ベルグソン『夢と哲学』東京堂、1936年4月。 NCID BN0961918X。全国書誌番号:47034457。
- エルネスト・ルナン『思出と告白』冨山房〈冨山房百科文庫 88〉、1939年5月。 NCID BN04788576。全国書誌番号:47035743。
- ポール・ブールジエ『死』東京堂、1939年9月。 NCID BN05026390。全国書誌番号:47036625。
- エルネスト・ラヴィス『概観 欧洲史』牧野書店、1940年3月。 NCID BA45115494。全国書誌番号:47036108。
- スガール『モオラス』東京堂、1940年12月。 NCID BA45276890。全国書誌番号:47036177。
- ポール・ブールジエ『家』 上下巻、東京堂、1940年4月-7月。 NCID BN09451605。全国書誌番号:47036624。
- ポール・ブールジェ『真昼の悪魔』 上下巻、新潮社、1941年4月-12月。 NCID BN05567991。全国書誌番号:47036025。
  - ポール・ブールジェ『真昼の悪魔』 上巻、新潮社〈新潮文庫 329〉、1952年3月。 NCID BN12711544。全国書誌番号:52003901。
  - ポール・ブールジェ『真昼の悪魔』 下巻、新潮社〈新潮文庫 330〉、1952年4月。 NCID BN12711544。全国書誌番号:52005118。

### 共訳
- ジユウル・ルナアル 著、広瀬哲士・中村喜久夫 訳『田園手帖』金星堂、1934年9月。 NCID BA34971026。全国書誌番号:47032153。